# Stictonette tachetée
Stictonetta naevosa
Sous-famille
Genre
Espèce
Statut de conservation UICN

 LC  : Préoccupation mineure
La Stictonette tachetée (Stictonetta naevosa) est une espèce de canards de la famille des Anatidés. C'est la seule espèce du genre Stictonetta. Cette espèce aberrante est souvent considérée comme plus proche des oies et des cygnes que des canards. Elle est classée dans sa propre sous-famille, les Stictonettinae.

## Description

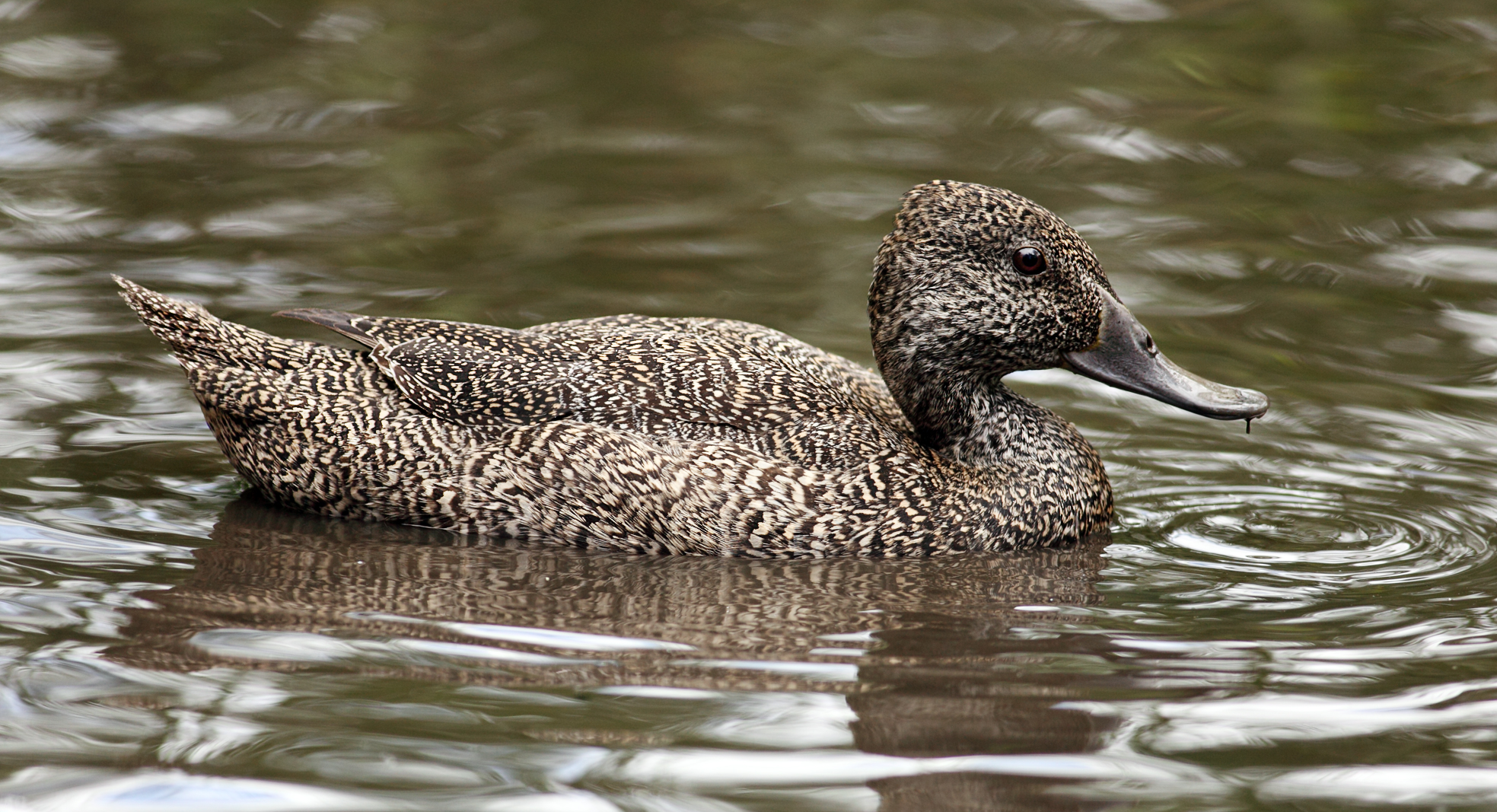
une femelle

Cet oiseau mesure entre 50 et 55 cm de longueur pour une envergure de 75 à 85 cm et un poids compris entre 0,8 et 1 kg. Le plumage est gris, finement moucheté de blanc. Le bec est long et retroussé, très épais à la base. La base du bec est rougeâtre chez le mâle, alors qu'il est entièrement gris chez la femelle.

## Habitat
La Stictonette tachetée habite le sud-est et le sud-ouest de l'Australie. C'est un oiseau nomade qui fréquente les plans d'eau provisoires aussi bien en eau douce que saumâtre.

## Biologie
Cette espèce vit généralement en petit groupes au bord des lacs où elle se nourrit en filtrant l'eau. La reproduction intervient surtout durant la saison des pluies (de juin à décembre), le nid est placé près de l'eau.

## Populations
Il s'agit d'une espèce rare et protégée dont la population est estimée à 20 000 individus. La Stictonette tachetée souffre de la chasse et du drainage des zones humides.